# Batalla de Padura
La batalla de Padura o de Arrigorriaga es un enfrentamiento legendario entre las tropas asturianas que asolaban Vizcaya y las vizcaínas mandadas por Jaun Zuria.

## La leyenda
Según Lope García de Salazar, a mediados del siglo IX Vizcaya intenta volver a ser independiente, por lo que el rey de Asturias envía a uno de sus hijos al frente de tropas que arrasan Vizcaya, llegando hasta Baquio.
Los vizcaínos tocan a rebato, tañendo las bocinas de las cinco merindades, y acuerdan enfrentarse a los invasores. Envían mensajeros a los leoneses, proponiendo enfrentarse en Juicio de Dios en el lugar que ellos quisieran. El hijo del rey de León les contesta diciendo que solo se enfrentaría a alguien de sangre real, por lo que los vizcaínos fueron a pedir a Jaun Zuria, que era nieto del rey de Escocia, que los dirigiese en la batalla. Este aceptó, y acordaron enfrentarse en Padura (cerca del actual Bilbao). También acudió con los vizcaínos Sancho Astegis, señor de Durango.
La batalla fue muy dura, con muchos muertos en los dos bandos, y fallecieron en ella el señor de Durango y el hijo del rey de León. Los leoneses emprendieron la retirada, y Jaun Zuria y los vizcaínos les persiguieron acosándoles y dándoles muerte, hasta que llegaron al árbol de Luyando, al que llamaron el Árbol Malato o Gafo. 
Los leoneses escaparon por la peña Gorobel, que está sobre Ayala, que desde entonces se llama peña Salvada, por decir los fugitivos al pasarla a salvo somos.
Padura pasó a llamarse Arrigorriaga, que proviene del euskera; arri(piedras), gorri(rojo), aga(sufijo indicativo de "mucho o gran cantidad),[cita requerida], lo que se traduciría como "lugar de muchas piedras rojas" en alusión al teñido de la vega del río Nervión por la sangre que se derramó en sus campos.
Tras la victoria, los vizcaínos nombraron a Jaun Zuria señor de Vizcaya.

## Otra versión de la leyenda
El año 870 tropas del rey Alfonso III, al mando de su hijo el Infante Ordoño, reclaman a Vizcaya los impuestos no pagados (un buey, una vaca y un caballo blanco) que supuestamente venían recibiendo desde las razias del rey Fruela I de Asturias. Los vizcaínos se niegan y se enfrentan en la batalla de Padura, donde vencen y persiguen a las tropas derrotadas en su huida hasta el Árbol Malato, situado en Luyando, Álava, límite en aquellos tiempos de Vizcaya, donde dejan clavada una espada. Desde entonces, Padura pasa a llamarse Arrigorriaga («piedras encarnadas») debido a que por la crudeza de la batalla todas las piedras acabaron teñidas de sangre. El propio infante Ordoño murió en esa batalla y su tumba se encuentra en la iglesia de Santa María Magdalena, en Arrigorriaga. En la lucha destaca por su bravura entre los vizcaínos el joven noble Lope Fortún, de Mundaca, hijo de una princesa escocesa y de un noble de Mundaca. Después de la batalla, los vizcaínos aclaman a este noble, y en 888 le nombran su señor, siendo el primer señor de Vizcaya bajo el nombre de Señor Blanco (Jaun Zuria).